# İzmit

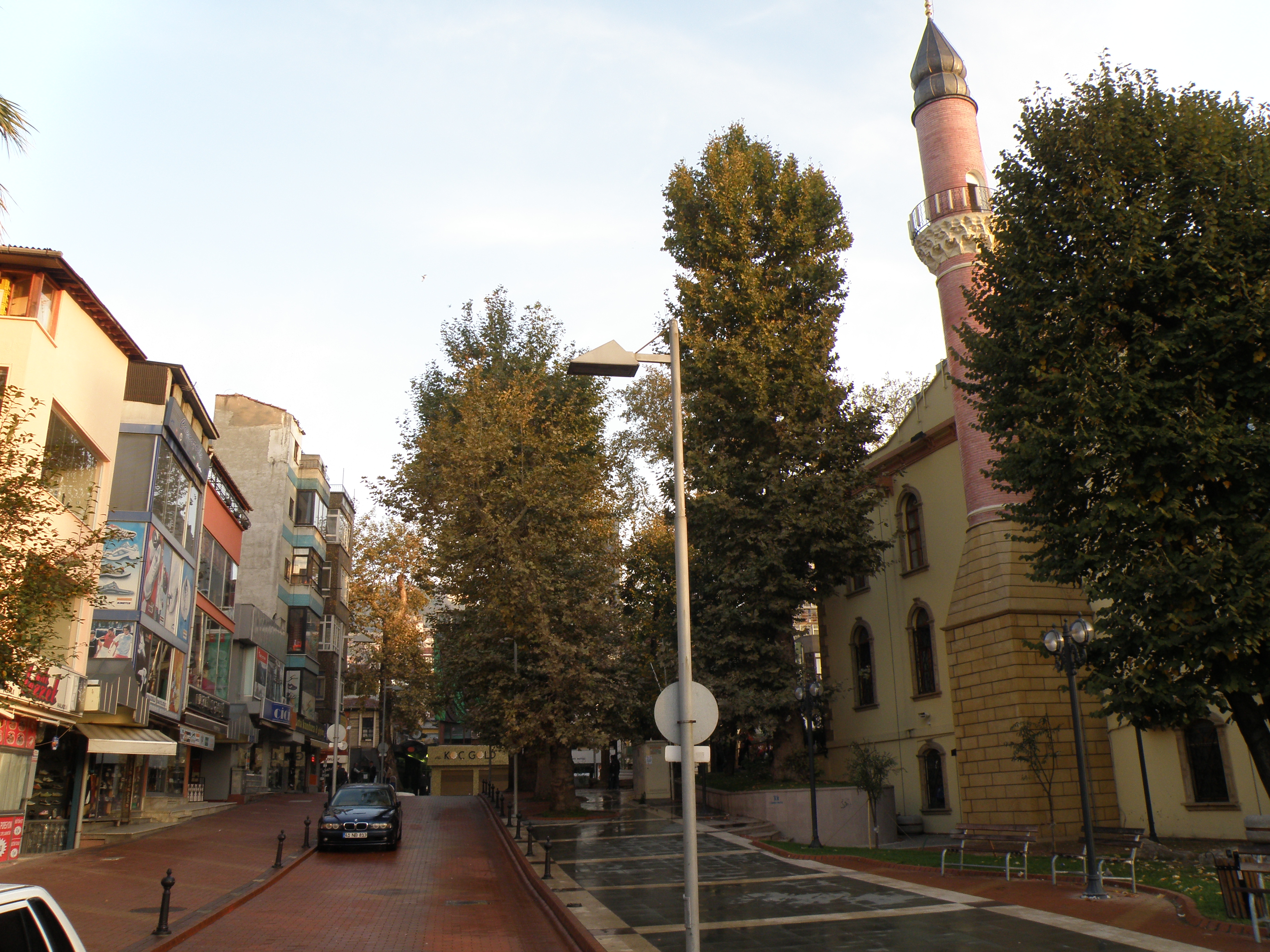
İzmit

Izmit (tiếng Hy Lạp: Νικομήδεια, Nicomedia) là một huyện của thành phố Kocaeli. Đây từng là thành phố tỉnh lị của tỉnh Kocaeli. Huyện nằm tại vịnh Izmit (Vịnh cổ của Astacus) trong biển Marmara, cự ly khoảng 100 km (62 dặm) về phía đông của Istanbul, về phía tây bắc của Anatolia. Trung tâm huyện có dân số 294.875 người (tổng điều tra dân số năm 2009).
Nicomedia là thành phố thủ phủ đông dân và cao cấp nhất của Đế quốc La Mã giữa giai đoạn 286 và 324. Sau chiến thắng Constantine đối với đồng-hoàng đế Licinius tại trận Chrysopolis (Üsküdar) năm 324, Nicomedia phục vụ như là một thành phố thủ phủ tạm thời cho Constantine Vĩ đại giữa giai đoạn 324 và 330, cho đến khi các Byzantium gần đó đã được chính thức tuyên bố Nova Roma (sau này được biết đến như Constantinopolis, Istanbul ngày nay.)